# Værøy
Værøy – norweskie miasto i gmina leżąca w regionie Nordland.
Værøy jest 429. norweską gminą pod względem powierzchni.

## Demografia
Według danych z roku 2005 gminę zamieszkuje 743 osób, gęstość zaludnienia wynosi 41,91 os./km². Pod względem zaludnienia Værøy zajmuje 421. miejsce wśród norweskich gmin.
| ludność stan na 1 stycznia 2005 |         |           |       |
|                                 | kobiety | mężczyźni | razem |
| osób                            | 361     | 382       | 743   |
| %                               | 48,59%  | 51,41%    | 100%  |

| wykształcenie stan na 1 października 2004 |        |         |        |        |
|                                           | podst. | średnie | wyższe | niezn. |
| osób                                      | 279    | 232     | 46     | 42     |
| %                                         | 46,58% | 38,73%  | 7,68%  | 7,01%  |

## Edukacja
Według danych z 1 października 2004:
- liczba szkół podstawowych (norw. grunnskolar): 1
- liczba uczniów szkół podst.: 103

## Władze gminy
Według danych na rok 2011 administratorem gminy (norw. rådmann) jest Jan-Tore Pedersen, natomiast burmistrzem (norw. ordfører, d. borgermester) jest Harald Adolfsen.